# البيجاما الحمراء (مسرحية)
البيجاما الحمراء مسرحية كوميدية فكاهية مصرية من بطولة الممثلة عقيلة راتب وعبدالمنعم مدبولي وتمثيل نجوى سالم وأبو بكر عزت وعادل إمام وسعيد صالح ومن إخراج كمال ياسين. تم انتاجها وعرضها عام 1967.

## الطاقم
- عقيلة راتب
- عبدالمنعم مدبولي
- أبو بكر عزت
- عادل إمام
- سعيد صالح
- نبيلة السيد
- فاروق فلوكس
- فهمي أمان
- آمال رمزي
- حسن السبكي
- رجاء عبدالحميد
- جمال الوحش

## قصة المسرحية
تدور أحداث المسرحية حول الطبيب نشأت الذي يلتقي في إحدى سهراته بفتاة شقية توصله لبيته بعد أن يفقد وعيه وتنام في بيته ببيجامة حمراء وتبدأ الاحداث الكوميدية حين يأتي عمه لزيارته بعد انقطاع طويل ويظن أنها زوجته ويدعوهما إلى حفلة زفاف ابنته لتسلب هذه الفتاة عقول كل الموجودين.